# Våmgöl
Våmgöl är en sjö i Västerviks kommun i Småland och ingår i Botorpsströmmens huvudavrinningsområde. Sjön har en area på 0,127 kvadratkilometer och ligger 65,4 meter över havet. Sjön avvattnas av vattendraget Isnäsström (Yxeredsån).

## Delavrinningsområde
Våmgöl ingår i det delavrinningsområde (638924-152456) som SMHI kallar för Utloppet av Ytlången. Medelhöjden är 96 meter över havet och ytan är 31,99 kvadratkilometer. Räknas de 14 avrinningsområdena uppströms in blir den ackumulerade arean 398,09 kvadratkilometer. Isnäsström (Yxeredsån) som avvattnar avrinningsområdet har biflödesordning 2, vilket innebär att vattnet flödar genom totalt 2 vattendrag innan det når havet efter 31 kilometer. Avrinningsområdet består mestadels av skog (68 %). Avrinningsområdet har 2,32 kvadratkilometer vattenytor vilket ger det en sjöprocent på 7,2 %. Bebyggelsen i området täcker en yta av 0,59 kvadratkilometer eller 2 % av avrinningsområdet.